# Johann Jakob Lautemann
Johann Jakob Lautemann (* 20. September 1737 in Saarbrücken; † 30. Oktober 1803 ebenda) war ein deutscher Architekt und Baumeister, der das Stadtbild von Saarbrücken prägte.

## Leben
Lautemann wurde 1737 als Sohn des Leyendeckers Johann Jakob Lautemann d. Ä. (1698–1757) geboren. Er absolvierte eine Lehre im Leyendecker-Handwerk. Ab 1762 war er Maurerpolier bei Friedrich Joachim Stengel, ab 1764 Maurermeister. Am 28. August 1777 ernannte ihn Fürst Ludwig zum fürstlichen Baumeister und schon 1783 wurde er Baudirektor von Saarbrücken. 1762 war er am Bau der Ludwigskirche beteiligt, 1763 erbaute er das Palais Freital am Ludwigsplatz, wo er 1779 auch den Stiftsbau errichtete. 1764 wurde unter seiner Leitung der Schlosspark angelegt. Lautemann entwarf und errichtete auch zahlreiche Kirchen in Saarbrücken, darunter die katholische Kirche in St. Johann (1777), die evangelische Kirche in Güdingen (1778) und die evangelische Kirche in Gersweiler (1784), außerdem erweiterte er 1789 die evangelische Kirche in Fechingen. 1782 leitete er die Renovierungsarbeiten an der Stiftskirche St. Arnual.